# Sosibia pholidotus
Sosibia pholidotus är en insektsart som först beskrevs av John Obadiah Westwood 1859.  Sosibia pholidotus ingår i släktet Sosibia och familjen Diapheromeridae. Inga underarter finns listade i Catalogue of Life.